# 理事會大廈 (倫敦大學)
理事會大廈是倫敦大學的行政中心，位於布盧姆茨伯里的中心地帶。議會大樓修建於1932年至1937年期間，共有19層，高210英尺（64），在竣工當時是倫敦僅次於聖保羅大教堂的第二高建築。

## 外部連結
- University of London
- Senate House Library
- School of Advanced Study, University of London （页面存档备份，存于）
- Holden's model of the original full scheme （页面存档备份，存于）
- Archives relating to the building of Senate House